# Локалита Ђарол (Ровиго)
Локалита Ђарол је насеље у Италији у округу Ровиго, региону Венето.
Према процени из 2011. у насељу је живело 21 становника. Насеље се налази на надморској висини од 2 м.